# Gustav von Adlerfels
Gustav Ledvinka Ritter von Adlerfels, auch Gustav Ledwinka Ritter von Adlerfels (* 19. Juli 1815 in Prag; † 23. März 1881 ebenda), war ein österreichisch-böhmischer Gutsbesitzer und Politiker.

## Leben und Wirken

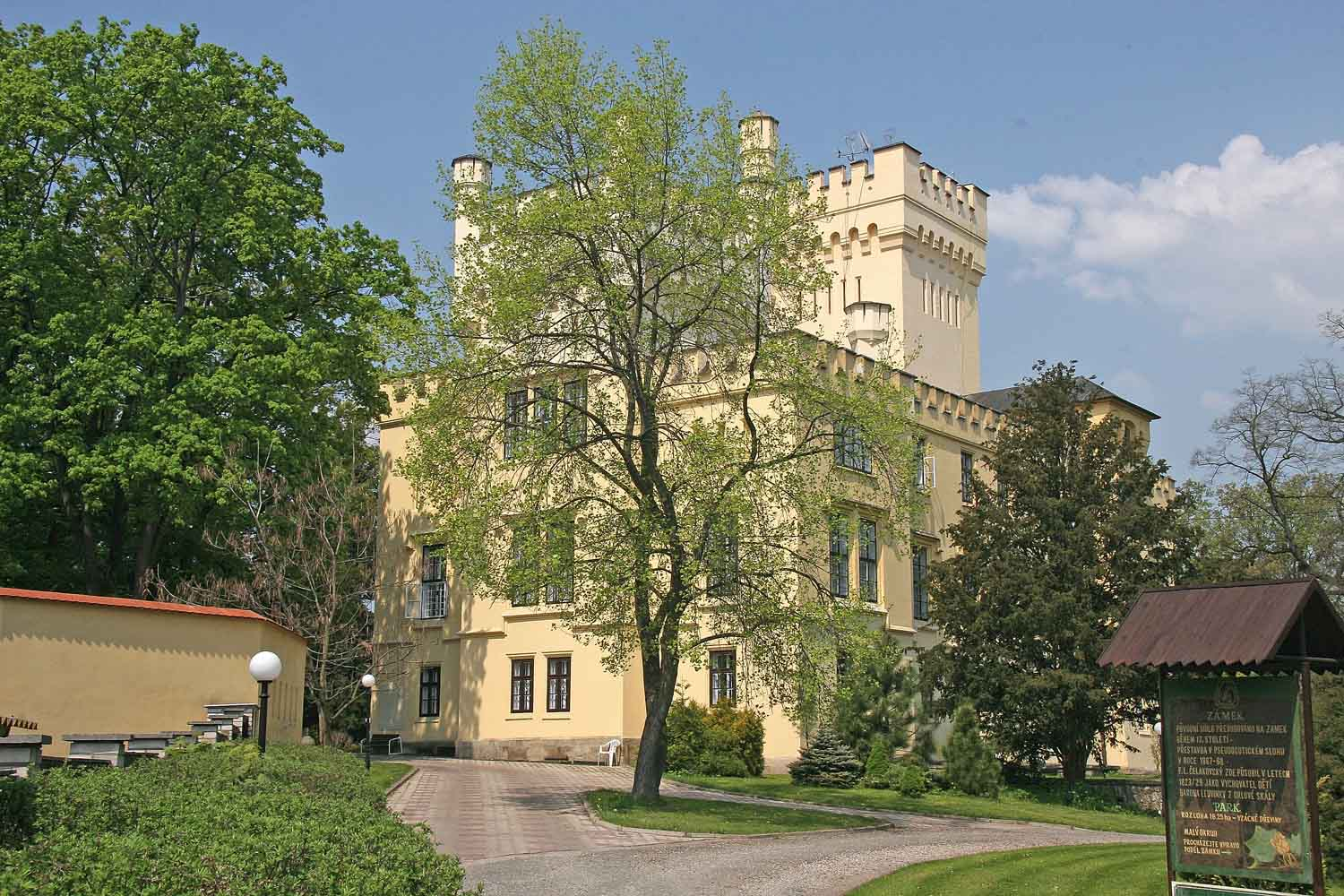
Von Gustav von Adlerfels umgestaltetes Schloss Skřivan

Gustav von Adlerfels entstammte einer Adelsfamilie und war als Großgrundbesitzer in der ostböhmischen Gemeinde Skřiwan begütert. Sein Vater war der k. k. Landrat Maximilian Ledvinka von Adlerfels.
Im Jahre 1862 ließ er anstelle des Speichers neben dem in seinem Besitz befindlichen Schloss Skřivan eine Zuckerrübenfabrik erbauen, die er in den nächsten Jahren als K. k. priv. Zuckerfabrik Gustav Ritter von Adlerfels zu einer raschen Blüte führte. Zwischen 1867 und 1868 ließ er das barocke Schloss im neogotischen Windsorstil umgestalten. Wenig später, 1870, nahm die Lokalbahn Groß Wossek – Wostromer den Verkehr auf, an deren Planung er beteiligt war. 1872 verkaufte er Schloss und Gutsbesitz in Skřivan an Adolf Ritter von Záhony und ließ sich als Privatier in Prag nieder, wo er im ersten Quartal 1881 starb.
1861 wurde er als Großgrundbesitzer in den Landtag des Königreichs Böhmen gewählt. Dort war er im Herrenstand mindestens bereits seit 1847 vertreten.
Außerdem war er u. a. Mitglied des Böhmischen Forstvereins, des Schafzüchter-Vereins für Böhmen und der k.k. politisch-ökonomischen Gesellschaft in Böhmen.

## Familie
Gustav Ritter von Adlerfels war zunächst mit Marie, geb. Dressler († 1847), verheiratet. 1855 heiratete er in Prag die 20 Jahre jüngere Eleonore Marie geborene Freilinger (1835–1869). Zu seinen Kindern gehörten Albert Ledvinka Ritter von Adlerfels, Ferdinand Ledvinka Ritter von Adlerfels und Zdenko Ledvinka Ritter von Adlerfels.